# Nihil obstat

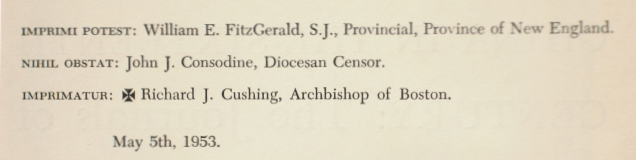
«Imprimi potest», «Nihil obstat» и «Imprimatur» на английском переводе (1953 год) книги «Китай в XVI столетии. Дневники Маттео Риччи»

Nihil obstat (лат. «ничто не препятствует») — в Католической церкви официальная декларация, предоставленная уполномоченным церковным цензором в адрес литературного или другого труда на богословскую тематику, который претендует на выражение католического мнения. Иногда выражение используется в более общем смысле, как декларация об отсутствии препятствий в каком-либо начинании.
«Nihil obstat» — предварительная стадия одобрения труда, удостоверяющая, что в работе отсутствуют положения, противоречащие доктрине Католической церкви. «Nihil obstat» предоставляется цензором (лат. Censor Librorum), список которых утверждается епископской конференцией. Работа, получившая «Nihil obstat», перед выходом в свет в обязательном порядке должна получить от епископа «Imprimatur» (да печатается).
Если богословский труд написан членом монашеского ордена, то перед представлением епископу на имприматур кроме «Nihil obstat» монашествующий автор обязан получить санкцию главы ордена или уполномоченного им лица, известную как «Imprimi potest» (может печататься).
Механизм взаимодействия цензоров и епископов при одобрении труда для печати регламентирован Кодексом канонического права. Кодекс канонического права особо подчёркивает, что в качестве учебников и учебных материалов в процессе преподавания католических дисциплин могут использоваться лишь издания, имеющие соответствующее одобрение .